# Benoît Violier

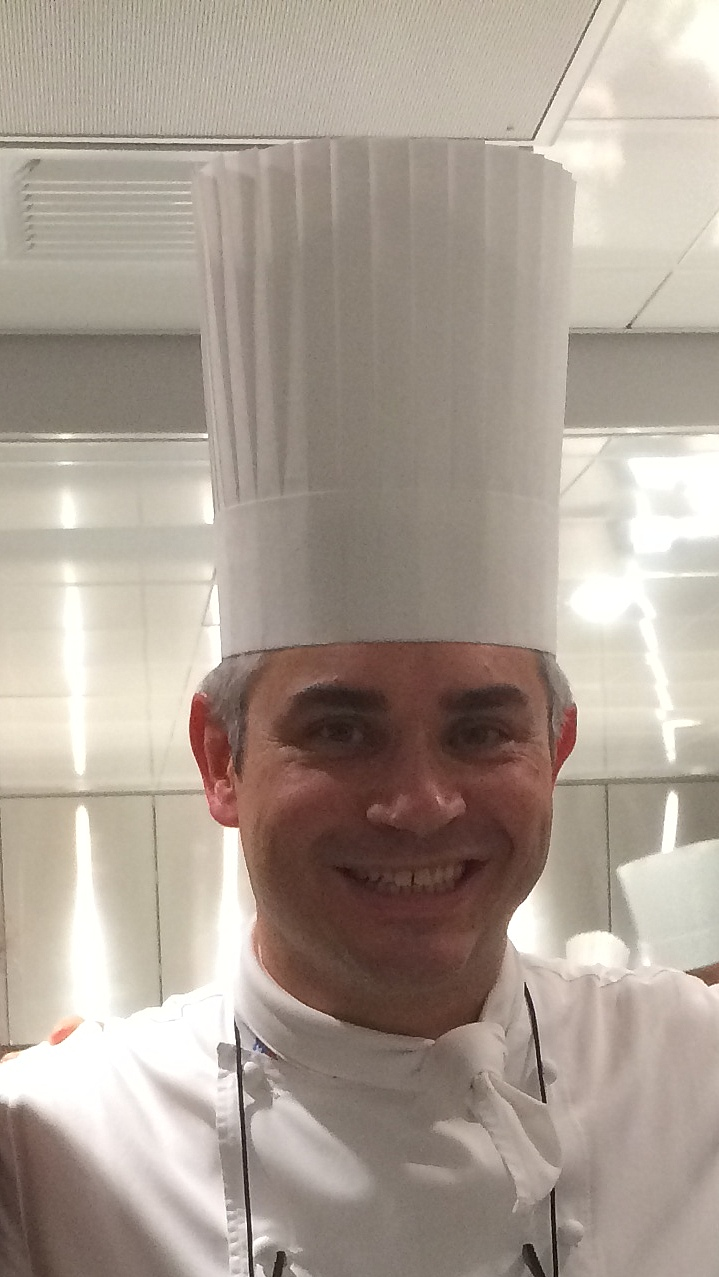
Benoît Violier (2015)

Benoît Patrick David Violier (* 22. August 1971 in Saintes, Charente-Maritime, Frankreich; † 31. Januar 2016 in Crissier, Schweiz; heimatberechtigt ebenda) war ein französisch-schweizerischer Koch. Er übernahm 2012 die Leitung des Restaurant de l’Hôtel de Ville in Crissier von Philippe Rochat.

## Werdegang
Bereits als Kind entdeckte Benoît Violier die Freude am Kochen. Von 1987 bis 1990 absolvierte er eine doppelte Lehre als Koch und Konditor-Confiseur-Chocolatier unter seinem Lehrmeister Didier Stéphan. Nach dem Abschluss seiner Lehre sammelte er Erfahrungen in Bordeaux, Toulouse und Senlis. 1991 zog es ihn zu den großen Köchen der französischen Küche nach Paris. Er war Schüler von  Joël Robuchon, Frédy Girardet und Philippe Rochat. Er arbeitete unter Benoît Guichard, Bruno Gricourt, Sylvain Knecht, Jean Phillipon, Frédéric Anton und Eric Bouchenoire.
Im Jahre 1996 wechselte er zu Frédy Girardet in sein gleichnamiges, mit drei Michelin-Sternen ausgezeichnetes Restaurant in Crissier nahe Lausanne. Er blieb dem Restaurant auch erhalten, als es im selben Jahr an Philippe Rochat verkauft wurde und den Namen Restaurant de l’Hôtel de Ville erhielt. 1999 wurde er Küchenchef, und im darauffolgenden Jahr erhielt er den Titel des Meilleur Ouvrier de France (Bester Handwerker Frankreichs).
Im April 2012 übernahm Benoît Violier zusammen mit seiner Ehefrau Brigitte selbst die Leitung des Restaurants. Nach der Übernahme wurde das Restaurant auf Anhieb wieder mit drei Michelin-Sternen, die es seit 1998 hält, ausgezeichnet.
Violier starb Ende Januar 2016 im Alter von 44 Jahren durch Suizid. Er hinterließ seine Frau und einen Sohn.
Seine Frau Brigitte Violier gab bekannt, sie werde das Restaurant weiterführen. Küchenchef wurde Franck Giovannini.

## Auszeichnungen
- 2000: Meilleur Ouvrier de France (Bester Handwerker Frankreichs)
- 2012: 3 Sterne (Guide Michelin)
- 2012: 19 Punkte (Gault-Millau)
- 2012: Koch des Jahres (Gault-Millau)
- 2015: 1. Platz «Mille tables d'exception» (beste Adresse der Welt)[5]
- 2016: 9. Platz der weltweit besten 100 Chef (Le Chef)[7]

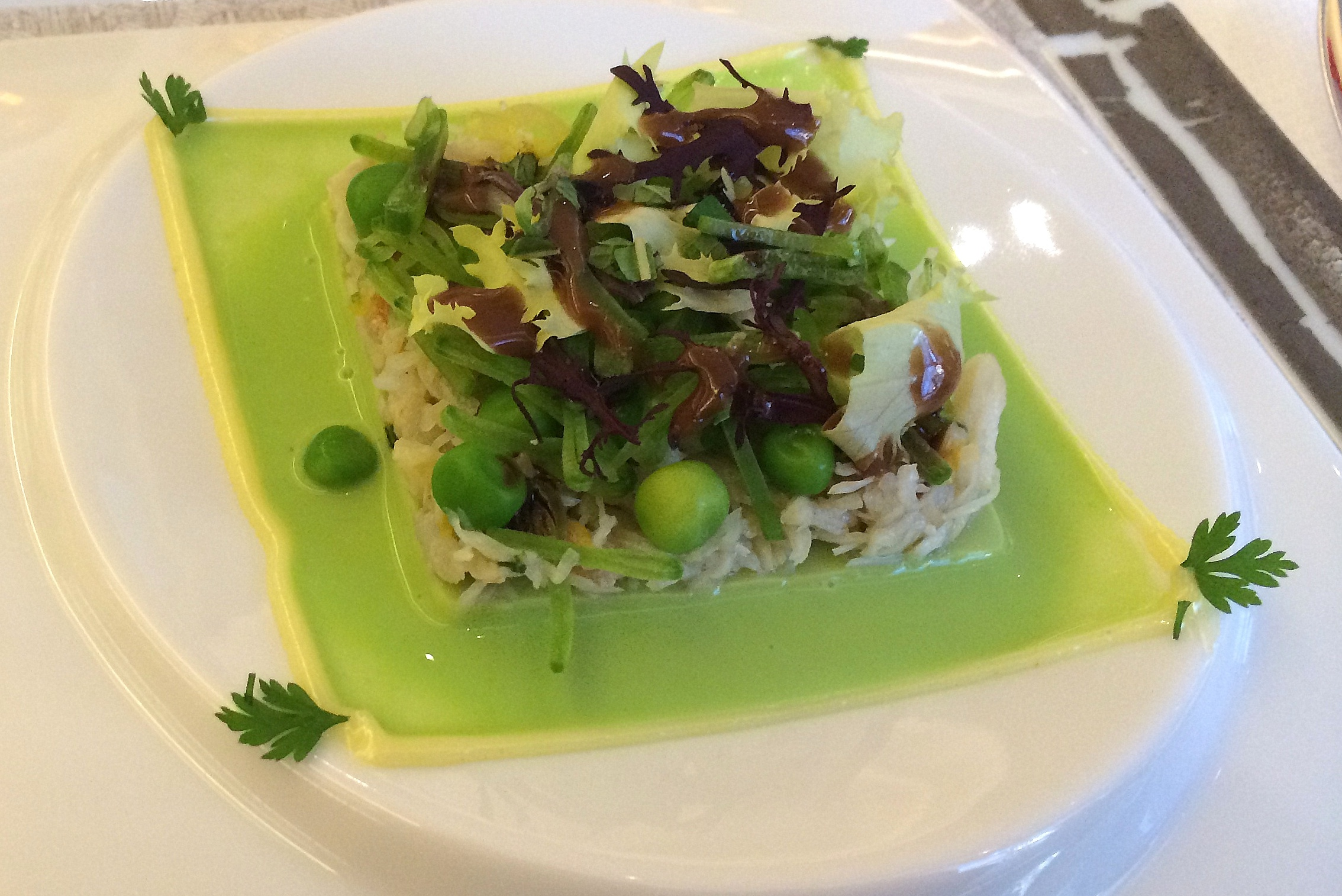
Composition verte.
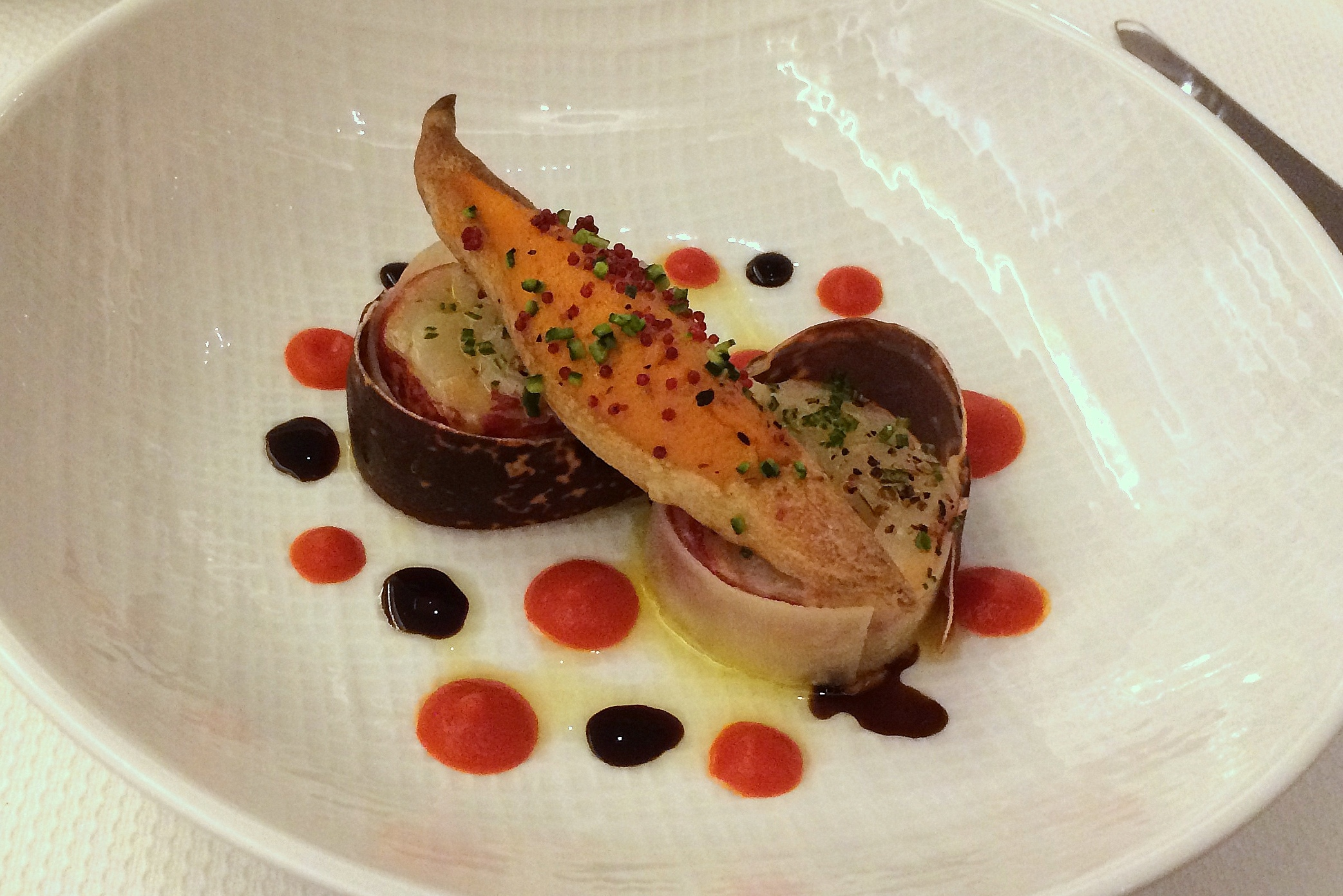
Composition maritime (homard et rouget).
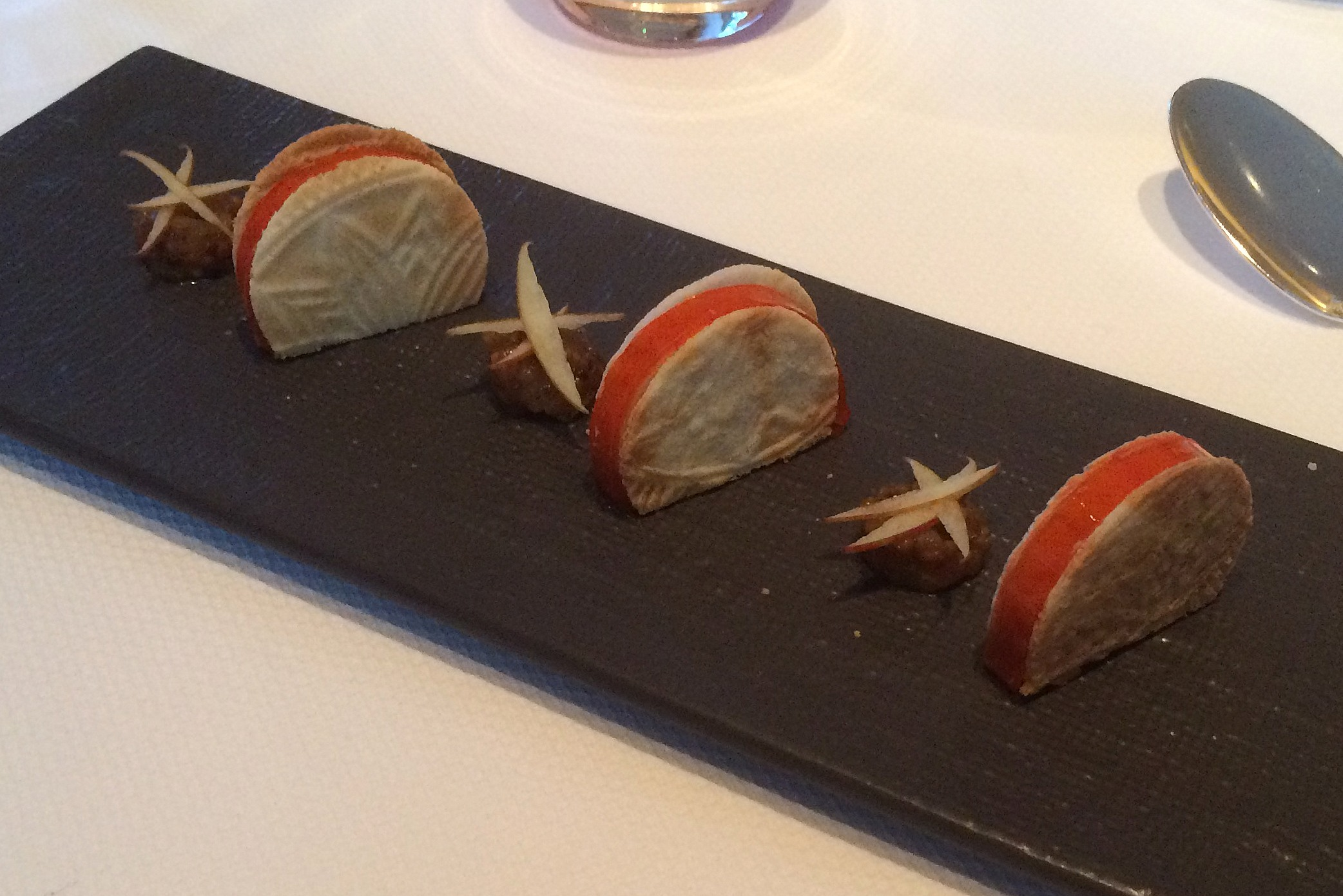
Symphonie papillaire.
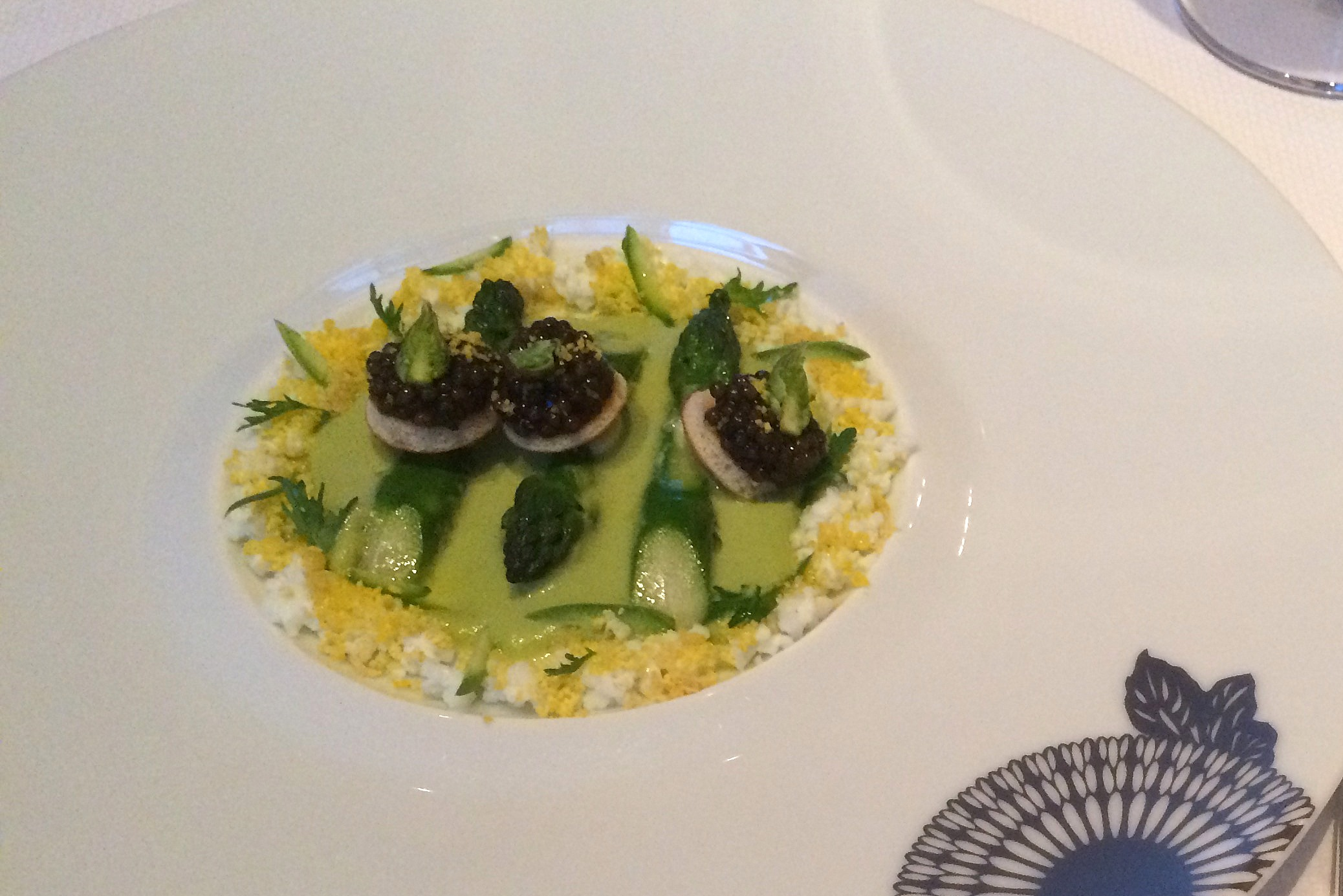
Sonate printanière.
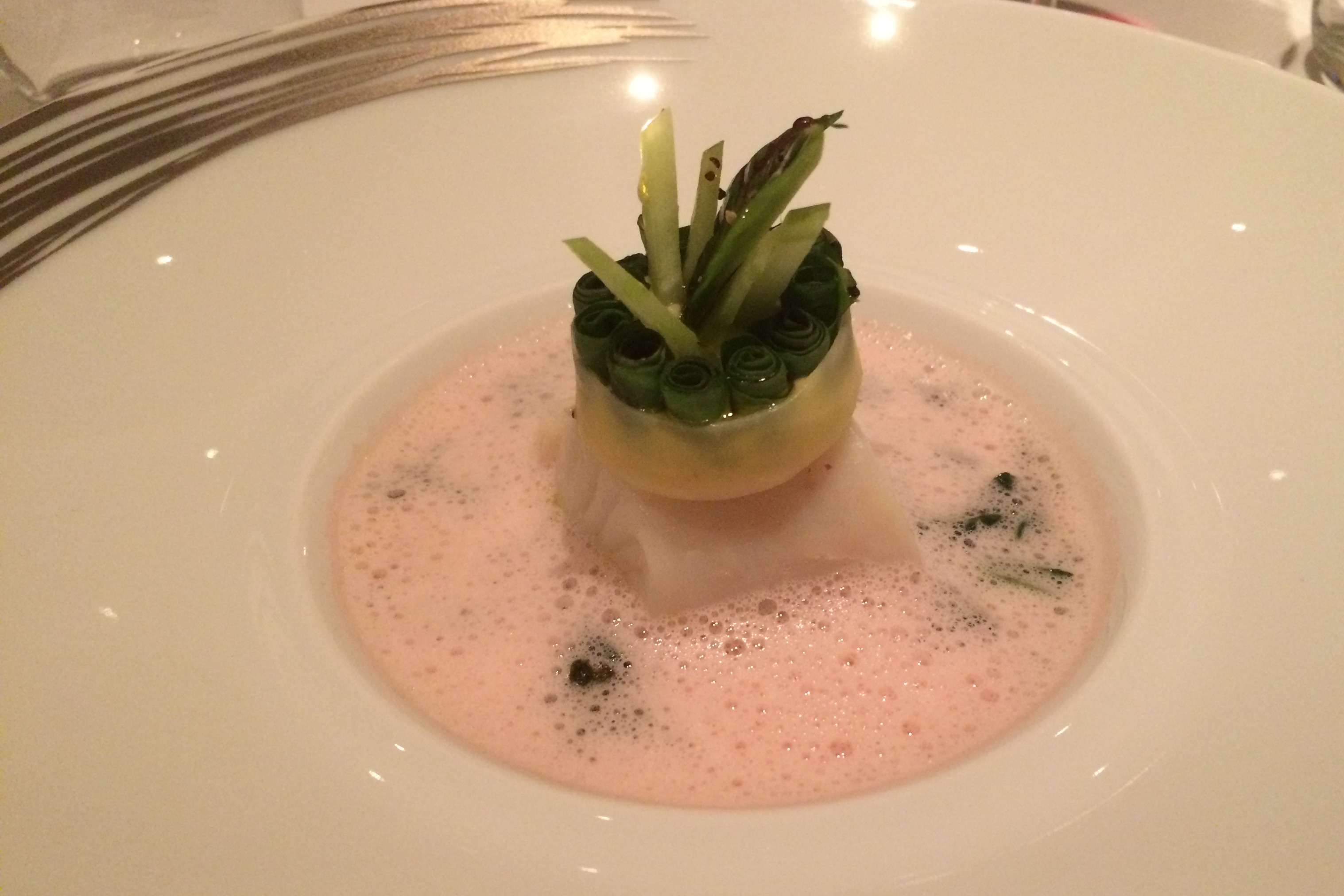
Asperges sauvageonnes sur émulsion.
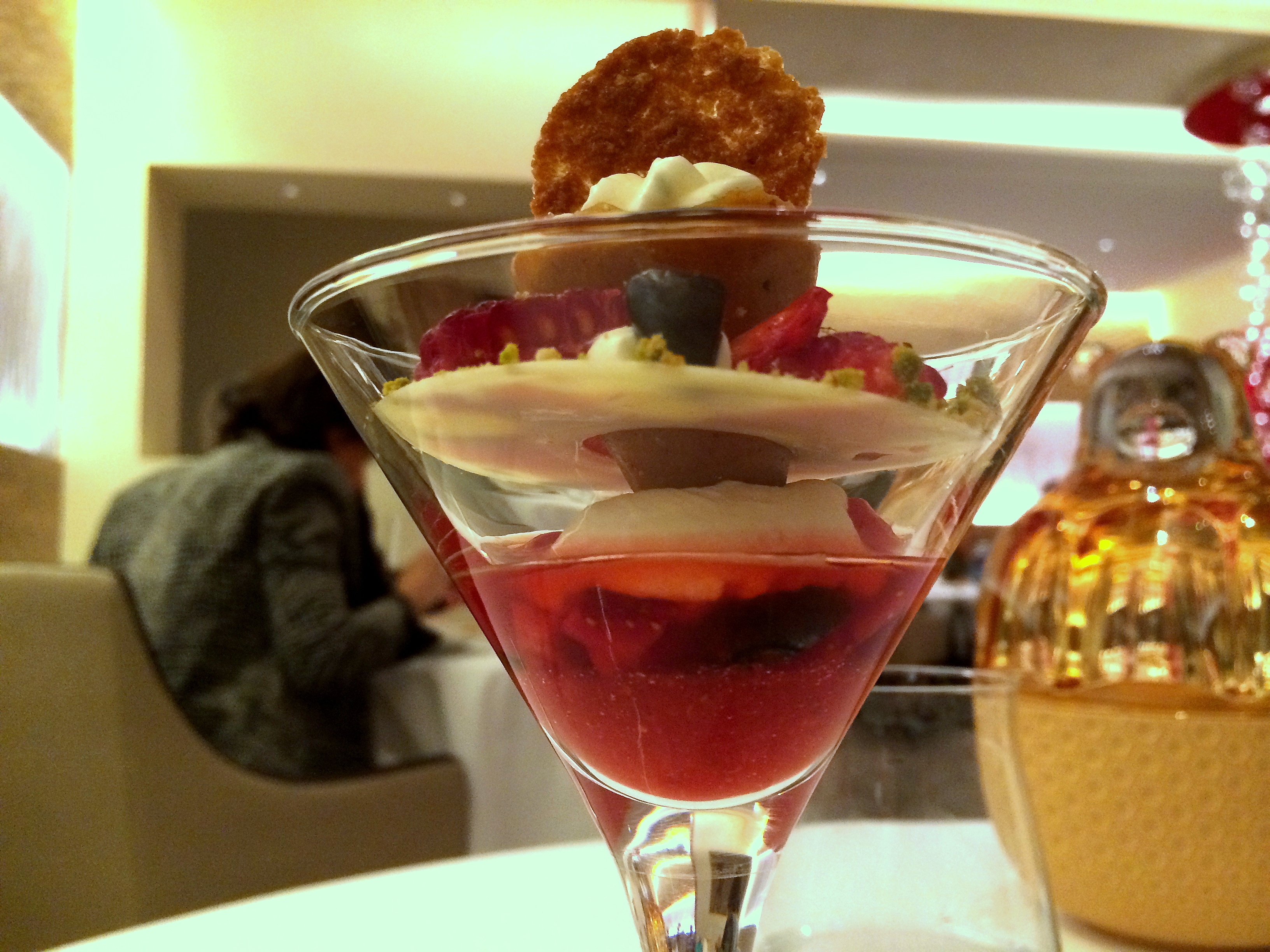
Structure en équilibre.
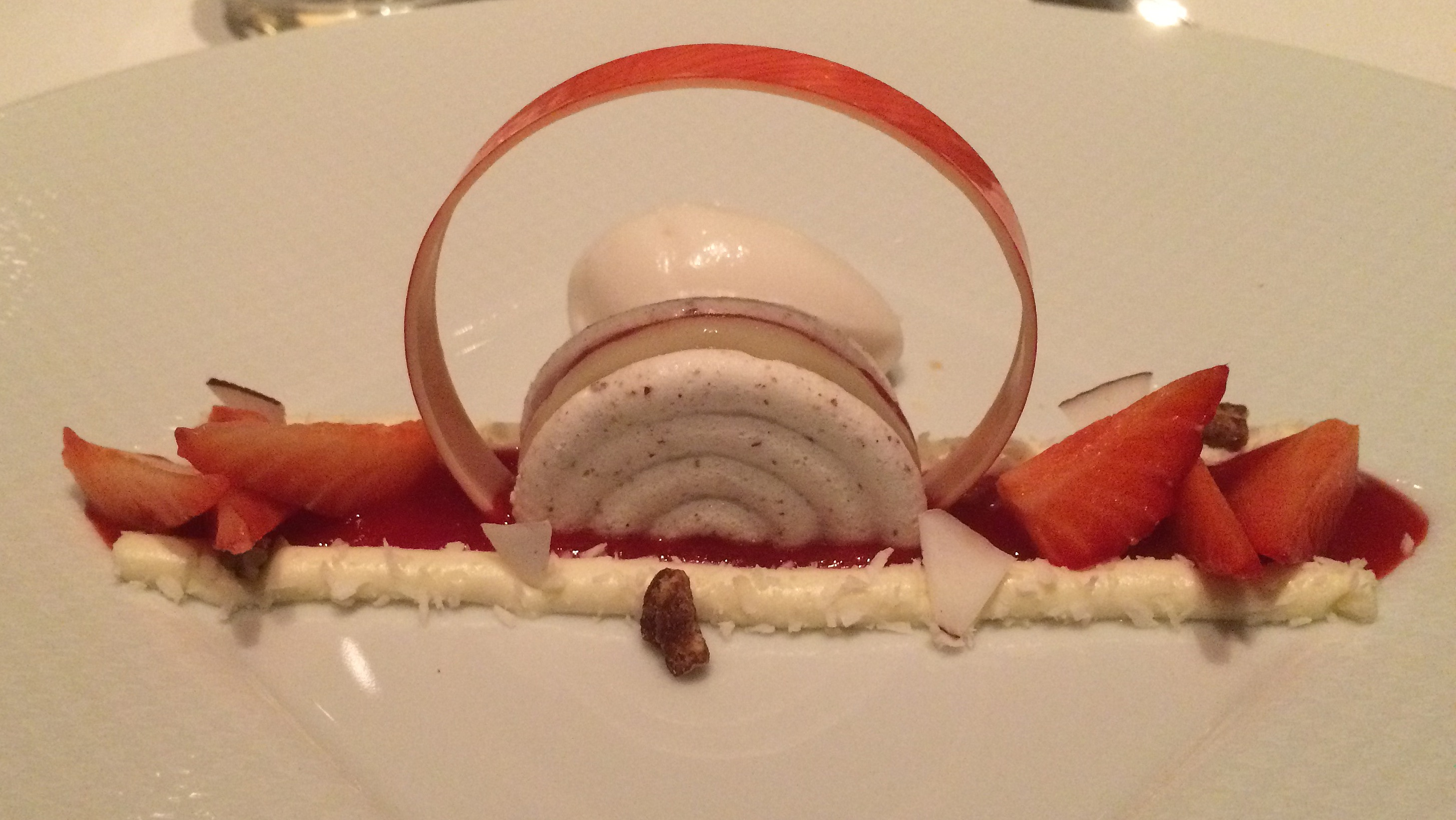
Éclat de joies.
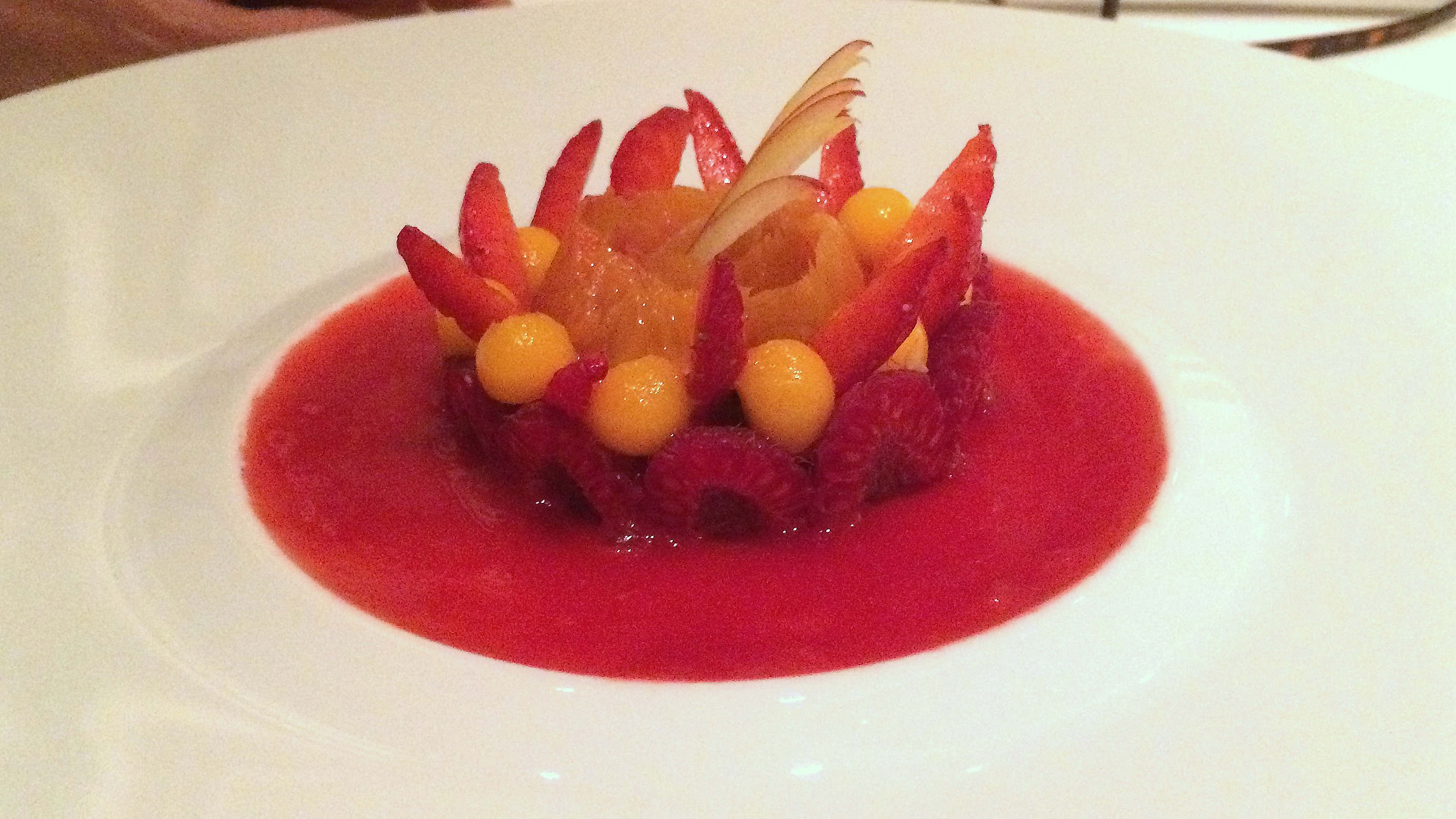
Bouquet d'amour.